# Michael Segerström
Karl Kristian Michael Segerström (Lund, 20 maggio 1944) è un attore, regista teatrale e scrittore svedese, vincitore del premio Guldbagge come miglior attore nel 2008.

## Biografia
Nato a Lund è cresciuto a Skurup. Intraprende l'attività di attore a Malmö, in due opere teatrali dirette da Vladimir Oravsky. Negli anni settanta forma con il fratello Thomas un duo comico di satira sociale e politica.

## Vita privata
Sposato con l'attrice Susanne Hallvares dopo lunghi anni di convivenza nel 1994, divorziano nel 1996 dopo avere adottato un bambino bielorusso. Nel 2019 l'attore fa pubblicamente Coming out dichiarandosi bisessuale.

## Filmografia parziale
- Darling, regia di Johan Kling (2007)
- Kronjuvelerna, regia di Ella Lemhagen (2011)

## Premi e riconoscimenti
Guldbagge
- 2008 - Miglior attore - Darling